# 金色党章
金色党章（德語：Goldenes Parteiabzeichen）是阿道夫·希特勒在1933年10月颁布的一项法令中授权授予的奖项。这是一项特殊奖项，颁发给截至1933年11月9日登记人数在一至十万之间的所有纳粹党党员并具有完整的党员资格。收件人的政党号码刻在徽章的背面。根据这些条件，只有20,487名男性和1,795名女性获得了该徽章。